# Fraser Mac Master
Fraser Mac Master of Fraser Macmaster (Christchurch, 14 november 1978) is een voormalig wielrenner uit Nieuw-Zeeland.

## Erelijst
2001
- 1e in GP Oberes Fricktal (SUI)
- 1e in Ronde van Genève (SUI)

2002
- 2e in Rund um die Rigi-Gersau (SUI)
- 1e in Poreč Trophy (CRO)
- 2e in GP Oberhas (SUI)
- 2e in Gersau (SUI)
- 1e in Eindklassement Ronde van Griekenland, Nikaia (GRE)
- 2e in Mauren (LIE)

2003
- 2e in Lancy (SUI)
- 3e in 2e etappe Tour of Southland, Bluff (NZL)
- 1e in 10e etappe Tour of Southland, Invercargill (NZL)
- 3e in Eindklassement Tour of Southland (NZL)

2004
- 3e in Thermen GP (AUT)

2005
- 2e in 2e etappe Ronde van Wellington, Masterton (NZL)
- 3e in 5e etappe Ronde van Wellington, Masterton (NZL)
- 2e in Eindklassement Tour of Southland (NZL)

2006
- 3e in Hohenems (AUT)
- 2e in Bürgenland Rundfahrt (AUT)
- 1e in Coromandel K2 Classic (NZL)
- 2e in 6e etappe deel B Tour of Southland, Invercargill (NZL)

## Grote ronden
Geen

## Ploegen
- 2002-2005: Volksbank-Ideal
- 2006: Vorarlberger